# Lütte
Lütte is een plaats in de gemeente Bad Belzig in het Brandenburger Landkreis Potsdam-Mittelmark. Het dorp telde in 2006 543 inwoners en ligt 6 km ten noorden van Bad Belzig. Het behoort tot het Natuurpark Hoher Fläming

## Voormalige spoorlijn
Aan de rand van het dorp ligt een station van de voormalige spoorlijn tussen Belzig en Brandenburg. Op dit baanvak reden tussen 1904 en 1962 treinen.

## Sport en recreatie
Door deze plaats loopt de Europese wandelroute E11. De E11 loopt van Den Haag naar het oosten, op dit moment de grens van Polen en Litouwen.

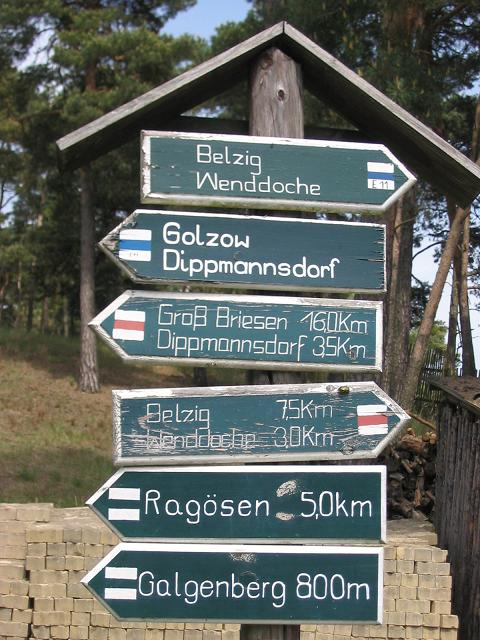
Wegwijzer van de E11 in Lütte
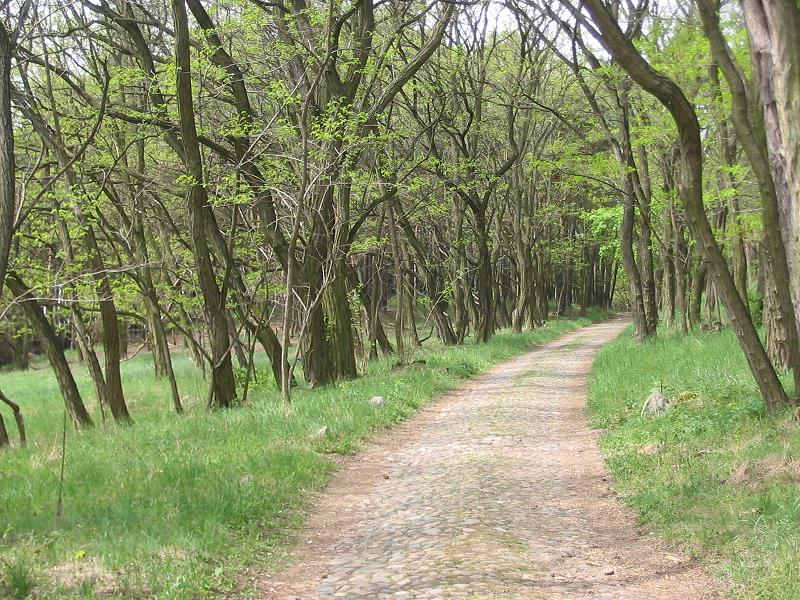
Typische Fläminger weg, hier nabij de Galgenberg
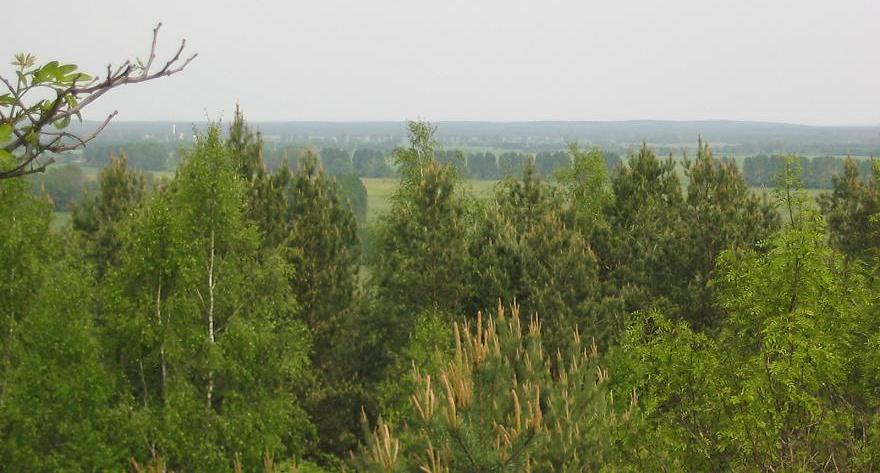
Zicht vanaf de Galgenberg
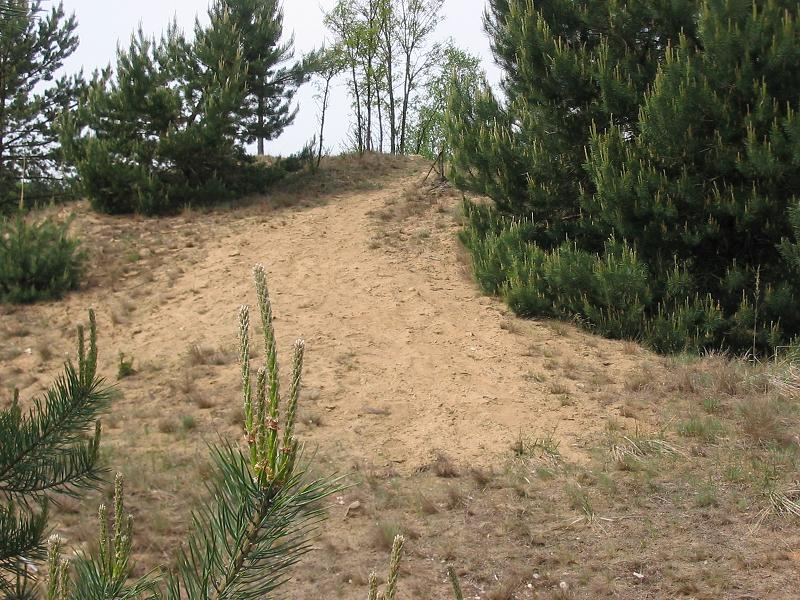
Op de Galgenberg